# Бенцьково
Бенцьково (пол. Bęćkowo) — село в Польщі, у гміні Щучин Ґраєвського повіту Підляського воєводства.
Населення — 129 осіб (2011).
У 1975-1998 роках село належало до Ломжинського воєводства.

## Демографія
Демографічна структура станом на 31 березня 2011 року:
|          | Загалом | Допрацездатний вік | Працездатний вік | Постпрацездатний вік |
| -------- | ------- | ------------------ | ---------------- | -------------------- |
| Чоловіки | 69      | 21                 | 40               | 8                    |
| Жінки    | 60      | 17                 | 34               | 9                    |
| Разом    | 129     | 38                 | 74               | 17                   |